# Ruta dels Tres Monestirs
La Ruta dels Tres Monestirs és una caminada de resistència no competitiva que amb periodicitat biennal organitzen diverses entitats excursionistes del Vallès Occidental des del 1989, i que forma part del Circuit Català de Caminades de Resistència de la Federació d'Entitats Excursionistes de Catalunya (FEEC) des de l'any 2021.
Aquesta Ruta consisteix en completar un recorregut de 54 o de 48 quilòmetres, seguns quina sia la versió de caminada, si la Ruta dels Tres Monestirs-Llarga o la Ruta dels Tres Monestirs-Curta. Totes dues passen pels Tres Monestirs de Sant Cugat del Vallès, Sant Llorenç del Munt i arribar al de Santa Maria de Montserrat, travessant el PR-C 31 o Camí dels Monjos i el GR-96 o Camí Romeu a Montserrat. La sortida de la caminada està situada al recinte del Monestir de Sant Cugat del Vallès, i l'arribada a la plaça davant del Cremallera de Montserrat. Els organitzadors de la Ruta dels Tres Monestirs són el Club Muntanyenc de Sant Cugat del Vallès, el Centre Excursionista de Castellar del Vallès, Excursionistes.cat de Terrassa Club, el Centre Muntanyenc Sant Llorenç de Terrassa, el Club Muntanyenc de Terrassa, el Centre Excursionista de Mura, la Secció Excursionista del Club Natació Terrassa, el Centre Excursionista de Terrassa i els Corredors de Fons de Viladecavalls.